# Ruiziella luctuosa
Ruiziella luctuosa är en tvåvingeart som beskrevs av Cortes 1951. Ruiziella luctuosa ingår i släktet Ruiziella och familjen parasitflugor. Inga underarter finns listade i Catalogue of Life.